# Bajo Dniéster
El Bajo Dniéster (en rumano, Nistru de Jos) son un humedal de importancia internacional en el sureste de la República de Moldavia, protegido por el Convenio de Ramsar como Sitio Ramsar n.º 1.316. Fue establecido el 20 de agosto del año 2003. Se extiende por 60.000 hectáreas. Y se encuentra a 8 km al sur de la ciudad de Bender, en el condado administrativo de Tighina (orilla derecha del río) y en el distrito de Slodozia en Transnistria (orilla izquierda del río). 
La altitud de este sitio Ramsar está entre -2 y 193 m s. n. m., aunque la media está en 22 m s. n. m. Se trata de un humedal prácticamente natural en la parte noroeste de la región de la cuenca del mar Negro. Los paisajes varían debido a la anchura del valle del río Dniéster y sus meandros. Tiene ecosistemas infrecuentes, como la comunidad de fresnos Fraxineto-Populeta (albae), el único bosque antiguo de álamos inundados y comunidades con castaños de agua, y pantanos de carrizo. Aquí hay especies en peligro, incluidas en la lista roja del IUCN con insectos, anfibios (como la ranita de San Antonio, o el galápago europeo), mamíferos (nóctulo mayor, visón, nutria), peces (salmón del Danubio o pez de fango europeo), y varias especies de esturiones. 